# 庐江县
31°15′36″N 117°18′28″E / 31.259898°N 117.307838°E
庐江县是中国安徽省合肥市下辖的一个县，位于巢湖西南岸。常住总人口約89万人，县人民政府駐廬城鎮塔山路266號。区域总面积为2,343.74平方公里。

## 历史
- 西汉元狩二年（前121年）废江南庐江郡。分衡山东部、九江郡南部置新庐江郡，新庐江郡治舒县。

- 东汉末年，庐江郡两分。魏庐江郡移治阳泉（今霍邱县临水镇），吴庐江郡移治皖县（今潜山市）。舒县属吴庐江郡。[2]
- 曹魏延康元年（220年）十月，曹魏代汉，撤舒县。[2]
- 西晋咸熙二年（265年）十二月，恢复舒县，然移治今舒城县城关镇。[2]
- 刘宋泰始二年（466年）九月，设灊县于今庐城镇。[2]
- 南梁天监末年，改灊县为庐江县，设湘州于此。庐江县名始于此。[2]
- 东魏太清三年，庐江县入东魏，复称灊县，改属合州。[2]
- 北齐武定八年（550年），于灊县增设庐江郡，属合州。[2]
- 南陈太建五年（573年）五月，伐北齐，得庐江郡，复称庐江县。[2]
- 北周太建十年（578年）十二月乙亥，庐江县入北周，仍旧制。[2]

- 隋开皇三年（583年），废庐江郡，改合州为庐州。[2]

- 唐开元二十三年（735年）分合肥、庐江地置舒城县。

- 宋朝析庐江、巢县地设无为县。

- 明永乐年间，庐南以青竹涧至古埂72户由桐城拨归庐江。

- 清朝光绪《庐江县志》载 :“致今日之庐江，自东至西，自南至北，境界仅存百余里，大非昔日舒县之境地宽广矣。”光绪县志称 : 正东四十里至青帘河迎水庵，正西四十里至界牌山，正南六十里至分水岭，正北四十里至新口渡，东绕至齐头嘴薛公庙抵巢湖，东南六十里至高奇岭，东北七十里至造（兆）河，西南五十里至界河，西北七十里至中吴桥为庐江县地。

- 民国三十六年（1947年）12月，划庐南砖桥至大凹口一带置桐庐县，民国三十七年（1948年）8月，割巢湖南岸之庐北广大地带置湖西县。1949年4月和7月，桐庐、湖西两县先后撤销，除原湖西县关河乡划给无为县外，其余依旧属庐江县境。合肥县之戴冈、刘墩、北闸、施婆四乡划归庐江。巢县沐集乡之金城、苍头、孙河、涧湾4保，无为县黄姑乡之周杨、殷渡、圩滩、鲍庄、棋杆、牌坊、秋叶、埒埂和哟石乡的西城共9保，也划归庐江。
- 2011年8月22日，原地级巢湖市撤销，庐江县划归合肥市。

## 人口
根据(安徽省)合肥市第七次全国人口普查公报显示：庐江县常住人口为888238人，男性占比51.52%，女性占比48.48%，年龄结构中0-14岁占比17.22%，15-59岁占比60.77%，60岁以上占比22.01%，65岁以上占比17.8%。

## 地理
庐江县位于江淮丘陵地带，地处皖中，北濒巢湖，南近长江，西依大别山脉，南水入长江，北水归巢湖。

## 行政区划
庐江县下辖17个镇、3街道：
庐城镇、冶父山镇、万山镇、汤池镇、郭河镇、金牛镇、石头镇、同大镇、白山镇、盛桥镇、白湖镇、龙桥镇、矾山镇、罗河镇、泥河镇、乐桥镇、柯坦镇、安徽庐江经济开发区、安徽省白湖监狱管理分局、岗湾街道、东顾山街道和移湖街道。

## 交通
- 公路： 京台高速、 合安高速、 沪武高速、 346国道、合铜高等级公路、军二公路、庐巢公路。
- 铁路：合九铁路、京港高速線、廬銅線。
- 水运：以“江淮运河”为主线，南入长江，北进巢湖。

## 特产
- 小红头
- 三河米饺
- 芹芽
- 冻米糖
- 麻酥糖
- 山粉圆子
- 小笼包
- 锅贴饺
- 黄陂湖大闸蟹：中国地理标志产品。

## 旅游
- 周瑜墓园
- 冶父山国家森林公园
- 汤池金孔雀温泉度假村
- 汤池国轩温泉宫
- 柯坦虎洞水库